# Федорковское сельское поселение (Пермский край)
Федорковское сельское поселение — упразднённое муниципальное образование, входившее в состав Бардымского муниципального района Пермского края. Административный центр — село Федорки.
Образовано в ноябре 2004 года в результате реформы местного самоуправления. В ноябре 2019 года упразднено путём включения в состав Бардымского муниципального округа.

## Население
| 2005  | 2010  | 2012  | 2013  | 2014  | 2015  | 2016  |
| ----- | ----- | ----- | ----- | ----- | ----- | ----- |
| 1578  | ↘1272 | ↘1240 | ↘1237 | ↘1219 | ↘1184 | ↘1156 |
| 2017  | 2018  | 2019  | 2020  |       |       |       |
| ↘1125 | ↘1108 | ↘1066 | ↘1036 |       |       |       |

## Населённые пункты
| Название | Тип населённого пункта       | Население, 2010 год | Почтовый индекс | ОКАТО          |
| -------- | ---------------------------- | ------------------- | --------------- | -------------- |
| Федорки  | село, административный центр | 371                 | 618 152         | 57 204 843 001 |
| Акбаш    | село                         | 540                 | 618 157         | 57 204 843 004 |
| Уймуж    | село                         | 299                 | 618 152         | 57 204 843 003 |
| Юкшур    | деревня                      | 62                  | 618 157         | 57 204 843 005 |